# Mycoplasma iguanae
Mycoplasma iguanae è una specie di batterio appartenente alla famiglia delle Mycoplasmataceae.